# Anaea schausiana
Anaea schausiana is een vlinder uit de familie van de Nymphalidae. De wetenschappelijke naam van de soort is voor het eerst geldig gepubliceerd in 1894 door Frederick DuCane Godman & Osbert Salvin.